# Kheshgi

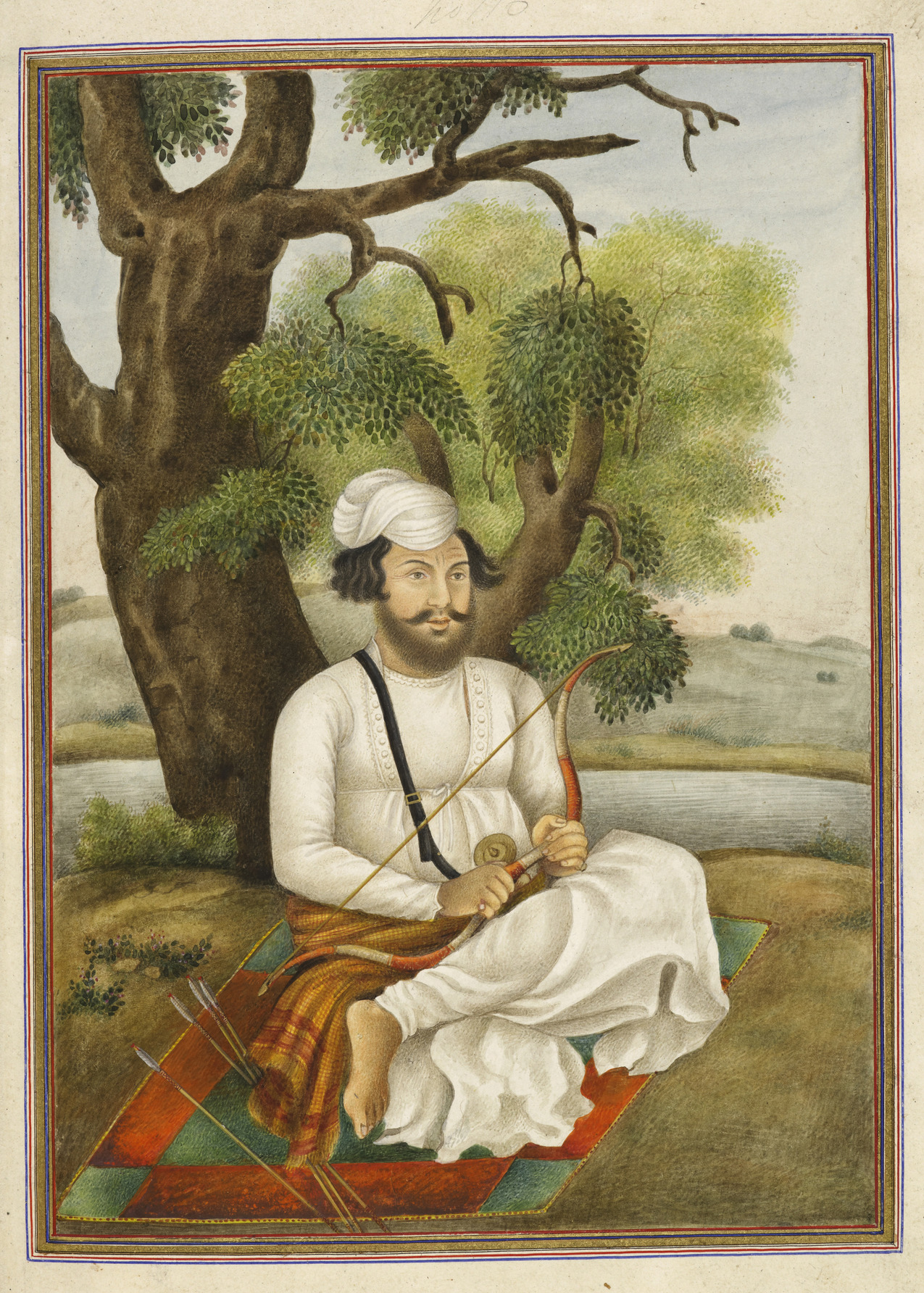
Kasurský Kheshgi (1825)

Kheshgi je prominentní asijské etnikum zahrnující kmeny, jako jsou pákistánští Paštunové a afghánští Sarbanové. Někdy se pojem vztahuje na muslimskou císařskou dynastii vládnoucí na území Paštunistánu.

## Historie
Kheshki je kmen, který odešel na konci 15. století z území Afghánistánu a usadil se na svém současném území (především dnešní Pákistán) kolem roku 1515. V 19. století obývali členové kmene ve velkém okres Kasur na území dnešního Pákistánu. Z tohoto hlavního sídla se během novověku rozšířili do většiny jižní Asie včetně Afghánistánu, Paňdžábu a Indie. 

## Kultura
Příslušníci kmene Kheshgi jsou muslimové a chovají velkou úctu k holubům, protože podle některých muslimských tradic jsou holubi vnímání jako ti „nejčistší mezi ptáky“, a proto je jejich zabíjení zakázáno.
Existují vesnice obývané výhradně lidmi tohoto etnika, většinou ale žijí Kheshgi pohromadě s jinými národy ve větších městech a vesnicích.

## Podkmeny
Kmen se dělí na mnoho podkmenů: 
- Batakzové
- Umerzové
- Hussainzové
- Azizové
- Zaizové
- Utmanzové
- Amchuzové
- Shuryanové
- Salmahakové
- Kalzanové
- Ismailové
- Pirové